# Legna Verdecia
Legna Verdecia-Rodríguez (Manzanillo (Cuba), 29 ottobre 1972) è un'ex judoka cubana.
Ha vinto due medaglie olimpiche nel judo. In particolare ha conquistato la medaglia d'oro alle Olimpiadi di Sydney 2000 nella categoria 52 kg e la medaglia di bronzo alle Olimpiadi di Atlanta 1996, sempre nella categoria 52 kg.
Ha partecipato anche alle Olimpiadi 1992.